# Episodi di Fisica o chimica (seconda stagione)
La seconda stagione di Fisica o chimica è stata trasmessa in prima visione in Spagna su Antena 3 dall'8 settembre all'8 dicembre 2008. 
In Italia la stagione è andata in onda in prima visione su Rai 4 dal 30 ottobre 2010 al 12 febbraio 2011, con un episodio a settimana.
| nº | Titolo originale                                | Titolo italiano                                | Prima TV Spagna   | Prima TV Italia  |
| -- | ----------------------------------------------- | ---------------------------------------------- | ----------------- | ---------------- |
| 1  | Las mejores intenciones                         | Buone intenzioni                               | 8 settembre 2008  | 30 ottobre 2010  |
| 2  | El corazón tiene razones que la razón desconoce | Il cuore ha ragioni che la ragione non conosce | 15 settembre 2008 | 6 novembre 2010  |
| 3  | Una cuestión de equilibrio                      | Questione di equilibrio                        | 22 settembre 2008 | 13 novembre 2010 |
| 4  | Yo soy yo... y mi circunstancia                 | Regole e trasgressioni                         | 29 settembre 2008 | 20 novembre 2010 |
| 5  | De la amistad                                   | Sull'amicizia                                  | 6 ottobre 2008    | 27 novembre 2010 |
| 6  | Verdades aplazadas                              | Dubbi e pregiudizi                             | 13 ottobre 2008   | 4 dicembre 2010  |
| 7  | El pasado siempre llama dos veces               | Sesso sicuro                                   | 20 ottobre 2008   | 11 dicembre 2010 |
| 8  | Elecciones                                      | Elezioni                                       | 27 ottobre 2008   | 18 dicembre 2010 |
| 9  | Adictos                                         | Dipendenze                                     | 3 novembre 2008   | 8 gennaio 2011   |
| 10 | Mentiras tan frías                              | Mentire e tradire                              | 10 novembre 2008  | 15 gennaio 2011  |
| 11 | Cuestión de confianza                           | Questione di fiducia                           | 17 novembre 2008  | 22 gennaio 2011  |
| 12 | Te quiero y es mi culpa                         | Ti amo ed è colpa mia                          | 24 novembre 2008  | 29 gennaio 2011  |
| 13 | El eterno retorno (1ª parte)                    | Eterno ritorno                                 | 1º dicembre 2008  | 5 febbraio 2011  |
| 14 | El eterno retorno (2ª parte)                    | Conflitti e responsabilità                     | 8 dicembre 2008   | 12 febbraio 2011 |

## Buone intenzioni
- Titolo originale: Las mejores intenciones
- Diretto da: Carlos Navarro Bellesteros
- Scritto da: Carlos Montero

### Trama
Yoli ha deciso di raccontare tutto alla presidenza riguardo a ciò che è successo tra Irene e Isaac. La donna, stanca di mentire, decide di arrendersi, e viene sollevata dal suo incarico di professoressa del liceo. Comunque, darà alloggio a casa sua a Miguel Belaza, il nuovo professore di arte drammatica, anche se la cosa non viene ben vista da Blanca. Clara intanto sta seriamente pensando di dare una seconda possibilità ad Irene, ma ci penserà su e deciderà di licenziarla ugualmente. Adolfo è alla ricerca di una nuova professoressa di Filosofia, e sembra avere le idee chiare. Felix inizia a diventare leggermente aggressivo, soprattutto nei confronti di Rocco, che cerca in tutti i modi di avvicinarsi ad Olimpia, anche se quest'ultima non sembra più interessata. Ruth è ancora in ospedale a causa dell'overdose causata dalla sniffata avvenuta a casa di Julio. Cabano, invece, viene a sorpresa denunciato dal padre, e quindi si vede costretto ad abbandonare la propria abitazione.

## Il cuore ha ragioni che la ragione non conosce
- Titolo originale: El corazón tiene razones que la razón desconoce
- Diretto da: Javier Quintas
- Scritto da: Jaime Vaca

### Trama
Yoli continua ad essere infastidita e disgustata quando vede Isaac e Irene insieme. Dopo quello che è successo, i due decidono ugualmente di frequentarsi, anche se la donna ha timori a farsi vedere in giro con lo studente, cosa che ad Isaac non sta tanto bene. Blanca è sempre più irritata dalla presenza di Miguel. Oltretutto, quest'ultimo riesce a convincere la sua classe a partecipare al suo corso di teatro. Julio e Cova stanno insieme, e la relazione sembra procedere bene. In più, Cova decide di risultare più attraente verso gli occhi dell'amato, e così si taglia le treccine. Jan inizia a diffidare in Paula dopo aver scoperto di una possibile storia tra lei e Cabano, ma la questione viene subito risolta. Fer intanto inizia a sentirsi in chat con un tale Hugo: Oliver, scoperto ciò, escogita un piano insieme a Gorka. Infatti, il ragazzo (Oliver) si fingerà Hugo, e una volta usciti la sera, fa spogliare Fer che viene fotografato da Gorka, fuggendo poi insieme all'amico. Fer, umiliato, viene consolato da Cova. La foto di Fer verrà poi mandata il giorno seguente a tutti i cellulari della scuola. Ruth decide di lasciare Gorka, ripensando a quello che aveva fatto. Olimpia continua a tenere all'oscuro tutti di chi possa essere il padre del figlio che porta in grembo, e ciò causerà una depressione interna in Felix, che verrà consolato da Clara. Adolfo ha trovato la sostituta di Irene: Si chiama Leonor, ed è l'ex moglie di Rocco, con cui ha avuto una figlia. Rocco non prenderà ovviamente bene la cosa, arrabbiandosi col padre.

## Questione di equilibrio
- Titolo originale: Una cuestión de equilibrio
- Diretto da: Alejandro Bazzano
- Scritto da: Carlos Montero e Carlos Ruano

### Trama da
Irene ora lavora in un negozio di animali, e la sua relazione con Isaac sembra essere finita. Gli alunni, però, gli fanno pressione affinché possa ritornare ad insegnare al liceo. Blanca continua, sempre di più, ad essere infastidita da Miguel, e si chiede come mai l'uomo sia così invadente. Miguel, all'insaputa di tutti, riceve infatti foto di ragazzini insieme a dei messaggi minatori, che tende a conservare in una scatola. Julio e Cova stanno passando un brutto momento in ambito sessuale: Infatti, il ragazzo ha timore di fare brutta figura davanti a Cova, essendo ancora inesperto. Oliver si sente in colpa per la storia con Fer, e decide di parlargli e dirgli la verità, ovvero che il ragazzo con cui chattava esiste realmente, ma che non è lui. Ruth inizia a passare più tempo insieme a Cabano, cosa di cui Gorka è all'oscuro. Olimpia inizia a guardare male Leonor, ma Rocco le ribadisce che la loro storia è finita ormai da tempo: Purtroppo, però, Rocco finisce con il fare l'amore con Leonor, cosa che manderà su tutte le furie Olimpia e la relazione con l'uomo. Felix intanto inizia a passare del tempo con Clara, che lo sta aiutando con la sua situazione. Leonor non viene ben vista dagli studenti: Oltretutto, prende medicinali in continuazione a causa di un disturbo psicologico che la affligge. Adolfo e Clara alla fine decideranno di sollevarla dal suo incarico, e al suo posto ritorna Irene, per la gioia di tutti. Non proprio tutti, visto che al giorno del rientro si ritrova sulla lavagna la scritta "Pedofila".

## Regole e trasgressioni
- Titolo originale: Yo soy yo... y mi circunstancia
- Diretto da: Juanma R. Pachòn
- Scritto da: Fèlix Jimènex

### Trama
Irene continua la sua attività tra le occhiate di Isaac e Yoli. Blanca è intenzionata ad aiutare a tutti i costi Cabano, e gli consiglia di costituirsi alla polizia per rendere le cose più semplici. Decide poi di parlare con la madre, in modo da calmare le acque e incitare la signora a prendere in mano la situazione. Le cose però non vanno per il verso giusto: Infatti, Blanca incontrerà il padre di César, e dopo un'accesa discussione viene aggredita fisicamente, ma solo l'intervento di Adolfo calma l'ira del genitore. Da quel momento Blanca inizia a diventare più autoritaria e sicura di se, ma i suoi rapporti con Miguel continuano ad essere distaccati, anche a causa delle continue irruenze dell'uomo, che continua a ricevere foto e messaggi di minacce. Julio e Cova si alleano affinché Fer incontri il vero Hugo, e dopo alcuni equivoci, Julio riesce a presentare per bene Hugo a Fer, che sembra contento della situazione. Paula è sempre più preoccupata per Jan, che fa difficoltà a tenere il passo tra la scuola e il lavoro. Ruth e Cabano continuano a sentirsi e a vedersi senza che Gorka se ne accorga, e questa relazione inizia a diventare sempre più intensa. Olimpia è ancora arrabbiata con Rocco, nonostante Leonor si sia teoricamente levata da piedi. Il rapporto tra Felix e Clara continua a diventare sempre più intenso, ma una battuta dell'uomo finisce col ferire involontariamente la donna.

## Sull'amicizia
- Titolo originale: De la amistad
- Diretto da: Javier Quintas
- Scritto da. Jaime Vaca

### Trama
Irene inizia a stancarsi della solita carne giovane, ed è motivata ad averne una più matura. Così, inizia a mirare verso Miguel, ma la cosa mette in 
guardia Blanca, che intanto iniziava a provare qualcosa per l'uomo. Isaac, incuriosito dalla questione della scatola di Miguel, decide di 
introdursi nella casa con la scusa di voler ripetere la lezione insieme a Cabano. Julio è ancora in crisi, non riesce ad avere un rapporto con la
ragazza Cova, che intanto inizia a preoccuparsi seriamente della relazione che è nata tra Hugo e Fer: Infatti, il giovane conosciuto in chat inizia a far frequentare posti poco raccomandabili all'amato, allarmando la giovane. Paula inizia a frequentarsi segretamente con il fidanzato Jan, a causa della paura nel rivelare ai genitori la sua storia con un cinese. Gorka inizia ad insospettirsi e a pensare che Ruth potrebbe avere un altro, pur non sospettando minimamente dell'amico. Olimpia inizia a diventare ostile verso Clara, a causa di un bacio scambiato con Felix durante una sera tra colleghi: Nonostante questo, Felix è ancora perdutamente innamorato di Olimpia, e interpreta il bacio come un effetto dell'alcool. 

## Dubbi e pregiudizi
- Titolo originale: Verdades aplazadas
- Diretto da: Alejandro Bazzano
- Scritto da: Fèlix Jimènex

### Trama
Irene continua la sua battaglia alla conquista di Miguel. Battaglia che, oltretutto, viene combattuta anche da Blanca, essendo innamorata del docente: I due, alla fine, finiranno col fare l'amore. Intanto Isaac è disposto a sapere una volta per tutte la verità dietro la scatola di Miguel: Infatti, l'uomo tempo dietro fece un incidente stradale, in cui morirono molti ragazzini e la moglie di Miguel stesso. Il professore, pur essendo stato assolto, non si sente in pace con se stesso. Julio ha gli stessi problemi di sempre con Cova, e chiede in qualche modo aiuto a Fer, che gli fornisce una pasticca di viagra: L'effetto, comunque, non è quello sperato, e oltretutto la ragazza scopre il trucco. Intanto la relazione tra Fer e Hugo procede normalmente, anche se quest'ultimo ha registrato un rapporto sessuale tra lui e il giovane, che poi ha messo in una chiavetta che verrà perduta. Hugo, sconvolto, chiederà aiuto a Cova, nel tentativo di recuperarla senza che Fer scopra niente. Paula passa brutti momenti a causa del padre, che arriva a metterle le mani addosso pur di impedirle di vedersi con Jan, che tratta male sia lui sia la sua famiglia. La relazione tra Ruth e Cabano inizia a barcollare,
dato che Ruth fa pressioni al ragazzo riguardo alla loro storia "in segreto": Infatti, Cabano vuole evitare che Gorka lo venga a scoprire. Olimpia è gelosa, ed è disposta a vendicarsi su di Clara, candidandosi addirittura come nuova preside.

## Sesso sicuro
- Titolo originale: El pasado siempre llama dos veces
- Diretto da: Juanma R. Pachòn
- Scritto da: Alberto Manzano e Carlos Montero

### Trama
Miguel interpreta il rapporto avvenuto con Blanca in modo differente rispetto a quello che pensa quest'ultima, e quindi decide di puntare verso Irene, che non si lascerà attendere. La storia tra Fer e Hugo sembra collassare, dal momento che Fer viene a conoscenza del video girato dal fidanzato, a causa di un brutto scherzo organizzato da Gorka per un compito scolastico. Infatti, il ragazzo viene a sapere dal suo migliore amico della relazione che ha con Ruth, e in preda alla rabbia, decide di vendicarsi su Fer. Cabano, intanto, inizia a pensare a come mettere su un po' di soldi, e decide di focalizzarsi sul settore della moda come indossatore e modello. Felix è ancora innamorato di Olimpia, ma nell'intento di farle una sorpresa becca l'ex moglie a letto con Rocco, facendogli perdere ogni minima speranza. Le cose per Clara iniziano a mettersi di male in peggio: Il male utilizzo dei profilattici distribuiti a scuola per un'attività scolastica rende dubbiosa Morga, la rappresentante dei genitori, che inizia ad essere favorevole a votare Olimpia come nuova preside. Yoli inizia a sentirsi con Oliver, ma ne uscirà sconvolta dalla relazione: Infatti, in preda agli ormoni, Oliver abuserà sessualmente della ragazza.

## Elezioni
- Titolo originale: Elecciones
- Diretto da: Javier Quintas
- Scritto da: Carlos Ruano

### Trama
Irene continua a mettersi in mezzo nella relazione tra Blanca e Miguel. La giovane professoressa di lingue ha intenzione di confessare il suo amore a Miguel, invitandolo a cena, ma la cosa salta a causa di una serie di stupidi equivoci che porta Miguel a passare la notte con Irene. Yoli è ancora sconvolta da quello che è successo con Oliver, e decide di non raccontare niente a nessuno, soprattutto al fratello, che potrebbe reagire violentemente. Cova sospetta di aspettare un bambino, e decide di parlarne con Julio, chiarendo alcune cose e alcune insicurezze che si erano formate tra i due. Cabano continua la sua avventura nel mondo della moda, ma la cosa finisce male, e nel disperato bisogno di denaro, decide di accettare un lavoro che prevede degli strip per siti a luci rosse. Paula è indignata dal comportamento razzista del padre che ha nei confronti di Jan, che impone la ragazza di lasciare il giovane cinese. Paula, però, è intenzionata a continuare il rapporto. Il giorno delle elezioni arriva, e a sorpresa la vincitrice si rivela Olimpia, che viene votata anche da Felix, che oltretutto cercherà ogni scusa possibile per poter lasciare definitivamente la scuola. Clara è delusa a causa della mancanza di Adolfo alle elezioni, perché probabilmente il suo voto avrebbe fatto la differenza. In realtà, il consulente scolastico ha una malattia che lo rende debole: Come confessato da Paula, infatti, l'uomo a volte sviene. Così, Clara e Rocco iniziano a preoccuparsi.

## Dipendenze
- Titolo originale: Adictos
- Diretto da: Carlos Navarro Ballesteros
- Scritto da: Jaime Vaca

### Trama
Irene e Blanca decidono di stare lontane da Miguel, ma la giovane prof. di lingue fa fatica ad accettare la cosa, e quindi decide di passare ad alcuni corsi accelerati, come quelli per smettere di fumare, allo scopo di dimenticare Miguel. Intanto, Irene e Clara si incuriosiscono di un sito per adulti: Decidono di visitarlo in un momento di svago, quando scoprono che uno dei modelli che si stanno spogliando è proprio Cabano. Le cose tra Julio e Cova non vanno per niente bene, e i due decidono di troncare la loro storia. Isaac, Jan e Julio decidono di uscire insieme, e in preda all'alcool quest'ultimo inizia a rimorchiare una ragazza. Fer si ritrova a dar sostegno morale a Gorka, che si sente più solo che mai, dato che tutti gli hanno voltato le spalle. Jan riceve la scottante notizia che dovrà sposarsi con sua cugina, Xiao-Mei, a causa di alcuni problemi economici in famiglia. Paula, ovviamente, non prenderà bene la cosa. Adolfo cerca di spiegare a tutti la sua situazione, e che i suoi mancamenti sono dovuti a dei momenti di stress che lo affliggono. In realtà, sa benissimo che possiede una grave malattia che lo sta indebolendo sempre di più.

## Mentire e tradire
- Titolo originale: Mentiras tan frías
- Diretto da: Juanma R. Pachòn
- Scritto da: Fèlix Jimènez

### Trama
Irene e Blanca continuano a lottare per la conquista di Miguel, arrivando a raccontare bugie pur di screditarsi l'un l'altra. Yoli sta iniziando pian piano a superare la storia dello stupro, ma è preoccupata ugualmente, e chiede ad Oliver di non denunciarsi alla polizia. Isaac scoprirà la faccenda e si arrabbierà con la ragazza, non essendo d'accordo con quello che ha deciso. Julio decide di confessare a Cova ciò che è successo l'altra sera al bar, a causa di alcune pressioni volute da Gorka. La ragazza, tuttavia, sembra prendere la situazione positivamente. Fer continua a consolare Gorka, che è rimasto solo. Paula è furibonda con Jan per la questione di Xiao-Mei, arrivando addirittura ad aggredire in pubblico la giovane cinese. Ruth scopre di Cabano, e si arrabbia anche con Clara, dandole della pervertita. Quest'ultima riuscirà comunque a farsi perdonare, trovando un nuovo lavoro a Cabano, che però rifiuta seccamente la proposta. Intanto l'ex preside aiuterà Olimpia con la questione della caldaia, storia che aveva messo nei casini la preside. La moglie di Adolfo, e quindi la mamma di Rocco, Marina, viene a scoprire dei casini che hanno combinato i familiari, ovvero della malattia del marito e della gravidanza di Olimpia, e va su tutte le furie.

## Questione di fiducia
- Titolo originale: Cuestión de confianza
- Diretto da: Javier Quintas
- Scritto da: Alberto Manzano

### Trama
Irene e Blanca litigano a causa delle azioni della prima, che la vedono frequentarsi attivamente con Miguel. Dopo averli beccati sulla vasca da bagno, Blanca decide di lasciare l'appartamento, venendo ospitata da Rocco. La cosa, però, verrà malvista da Olimpia, che inizierà a spazientirsi della situazione. Irene, improvvisamente, inizia a sentire nuovamente qualcosa per Isaac, ma il ragazzo è preso nel dare conforto a Yoli. Irene vorrà mettere le cose a posto con Blanca, ma quest'ultima non vuole sentirne ragione. Miguel riceve molte pressioni a causa dello spettacolo teatrale che vede come protagonisti due omosessuali, cosa che ha destato scalpore negli altri paesi in cui è stato messo in scena, provocando risse e scontri. Fer ha intenzione di aiutare in tutti i modi possibili Gorka, per far sì che ritorni insieme a Ruth; Cabano, oltretutto, sospetta che la fidanzata sia ancora attratta da Gorka. Marga, intanto, impone ad Olimpia di annullare la prima dello spettacolo, cosa che se non farà metterà in crisi il posto da preside della donna. Adolfo sta iniziando ad arrendersi all'evidenza, e inizia ad abbracciare l'idea di poter morire. Così, decide di fare tutte quelle cose che non ha potuto fare in vita sua.

## Ti amo ed è colpa mia
- Titolo originale: Te quiero y es mi culpa
- Diretto da: Javier Quintas
- Scritto da: Alberto Manzano

### Trama
Irene e Blanca si riappacificano, ma Miguel confessa alla bionda di essere innamorato di Irene, chiedendogli così dei consigli per poterla conquistare. Julio intanto non approva la reazione che ha avuto Cova riguardo al suo tradimento, e quindi la lascia nuovamente. Gorka riesce finalmente a riconquistare l'amata Ruth, mentre Cabano inizia ad avere atteggiamenti anche aggressivi verso l'ex amico. Paula continua a guardare molto male la relazione che si sta andando a formare tra Jan e la cugina Xiao-mei. Oltretutto, dopo aver trovato dei disegni della giovane cinese nell'album del fidanzato, rischia di rovinare il matrimonio, ma alla fine tutto si risolve per il meglio. Olimpia è sempre più pressata riguardo alla cancellazione della prima dello spettacolo di Miguel, ribadendogli più e più volte di cancellarla, ma alla fine il giovane professore riuscirà grazie agli alunni a mettere in scena la commedia. Adolfo è ancora rassegnato dalla malattia, ma riuscirà a confortarsi in Loli (Mamma di Isaac e Paula), che intanto non sa niente della malattia. I due, comunque, passeranno una notte insieme, cosa che Isaac verrà a scoprire. Non la prenderà bene, e nonostante provi ancora dei sentimenti per Irene, è disposto ad arruolarsi nell'esercito pur di dimenticare tutto il casino che sta passando.

## Eterno ritorno
- Titolo originale: El eterno retorno (1ª parte)
- Diretto da: Juanma R. Pachòn
- Scritto da: Jaime Vaca

### Trama
Blanca decide finalmente di dichiarare il suo amore a Miguel, ma la cosa la imbarazza a tal punto da evitare di continuo contatti con l'uomo. Irene, invece, si sente sempre di più attratta da Isaac, mentre dall'altra parte abbiamo una Yoli disposta a riconquistare il ragazzo. In seguito alla rappresentazione teatrale della classe di Miguel la scuola viene imbrattata con scritte omofobe, svastiche e minacce. Julio ha lasciato Cova e chiede a Fer una serata tra amici per parlare, ricevendo un sì da parte dell'amico. Cova per protestare contro gli atti di violenza e per coinvolgere Carlos, un alunno omosessuale, organizza con altri studenti di coprire le scritte precedenti con simboli di pace, e quindi rimangono dentro la scuola quella stessa notte. Fer e Carlos, così, passano la notte insieme. Julio rimane a casa da solo aspettando Fer, e al suo posto si presenta Cova e i due fanno l'amore. Julio, però, inizia a frequentare una palestra, sotto gli allenamenti di un tale Rodrigo. A causa di un gioco tra Laura e le ragazze viene scritta una classifica del più bello e affascinante della classe e Jan si sente ferito dalla preferenza di Paula per Cabano. Paula e Jan, quindi, litigano per l'ennesima volta. Vengono raccolte le autorizzazioni per partecipare alla gita con Rocco, ma l'improvviso arrivo dell'ex moglie Leonor a causa di una presunta malattia della figlia, lo rende nervoso. Adolfo acconsente finalmente ad operarsi dopo aver visto Loli, anche se quest'ultima non vuole più stare con lui per il bene di entrambi. Clara, intanto, inizia ad avere problemi riguardo al sito scandalo in cui Cabano lavorava. Gorka viene costretto da Ruth a riallacciare i rapporti con Cabano, e la sera stessa della gita ha una piccola discussione con il ragazzo con la presenza di Isaac. Cabano, stanco, scappa su un quad, con Isaac che tenta di fermarlo. I due però hanno un incidente, e il quad finisce per esplodere, evento che viene visto da Gorka e da Fer, che intanto si era appartato per fare i suoi bisogni. Il ragazzo decide di chiedere soccorso a Rocco, e i due insieme alle altre ragazze vanno sul luogo dell'incidente, trovando un Isaac ferito e privo di sensi.

## Conflitti e responsabilità
- Titolo originale: El eterno retorno (2ª parte)
- Diretto da: Javier Quintas
- Scritto da: Carlos Montero

### Trama
Isaac viene portato immediatamente in ospedale, mentre Cabano se la cava con qualche graffio. Gorka è preoccupato, dato che ciò che è successo potrebbe saltare alla luce, e così chiede sia a Cabano che ad Isaac di non farne parola con nessuno. Ruth aiuta, intanto, Clara ad uscire dal casino del sito scandalo. Jan, avuto un rapporto intimo con la cugina, rivela tutto a Paula, che ovviamente non prende bene la cosa. Jan, sconfortato, premedita di lasciare la città. Julio ha la solita litigata con Cova, e l'unica cosa che sembra confortarlo è l'allenamento in palestra con Rodrigo: Il ragazzo però è ignaro del lato nazista che possiede Rodrigo. Rocco durante la gita ha avuto modo di parlare con Leonor, che insiste sul volere un bimbo da lui per aiutare la figlia, che sembra avere una malattia grave. Irene decide di confessare il suo amore ad Isaac, e lo va a trovare: Stessa cosa, però, la pensa Yoli, che si reca subito all'ospedale. Purtroppo le cose per Isaac si mettono male improvvisamente, e un arresto cardiaco lo colpisce mentre la madre è in stanza con lui. Ogni tentativo dei medici è invano, e sono costretti ad annunciare il decesso del ragazzo, lasciando nella disperazione più totale Loli, Irene e Yola. La scuola, il giorno seguente, va in lutto, e la questione inizia a riscaldarsi nella presidenza, dove una Marga furiosa pretende spiegazioni, mentre Olimpia e Clara cercano di calmare le acque. La preside così decide di interrogare tutti gli alunni che erano in gita, scoprendo da Fer cosa sta combinando Rocco al momento dell'incidente. La donna, furiosa e delusa, lascia il professore d'arte e lo licenzia dall'istituto. Jan decide di andarsene definitivamente, subito dopo aver assistito al funerale di Isaac, a cui partecipa un sacco di gente, tra lacrime e disperazione. Irene ritorna dal funerale distrutta, e trova conforto in Blanca e Miguel. L'uomo, però, rassegnatosi, decide all'ultimo momento di abbandonare definitivamente la città, avendo rassegnato le dimissioni da professore e oltretutto non potendo scegliere tra le due donne, a cui vuole molto bene.